# エピクロス主義
エピクロス主義（エピクロスしゅぎ、英語: Epicureanism）またはエピクロス派（英語: Epicurean、エピキュリアン）とは、ヘレニズム期の哲学者エピクロスに影響を受けた思想・学派。またはそれが快楽主義として通俗化されたものをさす。

## ギリシア・ローマ
エピクロスは、哲学を概念と論証によって幸福を作り出すための活動と定義し、全生涯における幸福と快を密接に結びつけ、真の快とは、精神的なものであって徳と不可分であり、節制に基づく、心の平安であるとした。このことを「パンと水さえあればゼウスと幸福で勝つこともできる」と表現した。
エピクロスがアテナイに開いた学園は「エピクロスの園」と呼ばれ、エピクロス派のヘルマルコス、コロテス、メトロドロスらが属した。
エピクロスの生涯と学説について、ディオゲネス・ラエルティウスは歴史的根拠のない伝説を容認し、ストア派が広めたエピクロスの醜聞を載せた。そのため「快楽の存在」よりも「心の平安、苦痛がない状態」を賢者の目的としたはずのエピクロス哲学はいかがわしいうわさ話や伝説から選り分けなければならず、俗人には誤読されることになった。しかしディオゲネスはエピクロスをきちんと評価している。エピクロスその人も他の先行した哲学者に寛容ではなく、自己の教説を独裁的に弟子に押しつけたため、真のエピクロス派の影響は限られた。
共和政ローマのローマ哲学では、エピクロス派はストア派と並んで主流を成し、哲学者に限らずローマ人に広く信奉された。例として、カエサル暗殺者の一人カッシウス、カエサルの義父にしてピロデモスのパトロンのピソ、キケロの友人アッティクスが挙げられる。しかしクリュシッポス以来ストア派によってエピクロス派への誹謗が行われたため、多数のローマ人はエピクロスの徒を「欲望の奴隷」と見なした。
キケロがその哲学解説書『善と悪の究極について』においてエピクロスの説を通俗化し、抑制されない耽溺や享楽を正当化する、悪い意味での唯物論者と同一視させた。詩人のホラティウスはふざけてではあるが、自分のことを「エピクロスの獣群のなかの豚」と呼んでいた。
一方、エピクロスについての真剣な研究がウェルギリウスやルクレティウスらの詩人によって行われ、特にルクレティウスによる『事物の本性について』はエピクロス哲学を熱狂的で絢爛たる詩句で叙述し、迷信と恐怖からの解放を説いた。エピクロス哲学がルネサンス以降の読書人によって知られるようになるのは、ルクレティウスによる。

## ルネサンス以降
1417年、イタリアの人文主義者ポッジョ・ブラッチョリーニが、上記ルクレティウス『事物の本性について』の写本を発見し、エピクロス主義が再び知られるようになった。
1431年、イタリアの人文主義者ロレンツォ・ヴァッラは『快楽について（De Voluptate）』を著し、古代のストア主義とエピクロス主義を比較し、前者の禁欲主義を捨て後者の快楽論を採る。そして、人間の感覚的自然は快楽と幸福を求める、自然は神的なものであり、それゆえ快楽こそ真の善である、と主張した。
17世紀、フランスのピエール・ガッサンディはエピクロスの教理を解説した著書の序文で、エピクロスの道徳説を公式に承認している。
1748年に『人間機械論』を書いたラ・メトリは、欲望を生活原理と考えその根拠としてエピクロスの唯物論をあげたためにかえってエピクロスの倫理学への評判を落とした。
1841年、カール・マルクスはエピクロスの自然哲学を主題として博士論文『デモクリトスの自然哲学とエピクロスの自然哲学の差異』 を著している。
近代以降、新資料も発見されている。その例として、イタリアのヘルクラネウム遺跡のパピルス荘で発見されたエピクロス『自然について』やピロデモスの著作のパピルス、トルコのオイノアンダ遺跡で発見されたオイノアンダのディオゲネスの碑文がある。